# 圣波尼法爵
圣波尼法爵（拉丁語：Sanctus Bonifacius；約675年—754年6月5日）或譯聖博義、聖波尼法、聖波尼法修、聖波尼法西斯，原名溫弗里德（Winfried），英國人，中世纪天主教传教士和殉道者，日耳曼地區基督化的奠基人，史称“日耳曼使徒”、“德意志使徒”。
他出生于英格兰的德文郡克雷迪頓，公元722年出任当时法兰克王国的美因茨教區總主教，并积极开展促使日耳曼人皈依天主教的传道活动。他曾在崇拜陀尔神的日耳曼人面前，当众将一颗代表陀尔神的大橡树砍倒，卻沒有遭到雷擊，以引导日耳曼人改信基督。
754年，他在弗里西亚的多克姆（今荷兰境内）遇难。墓地在今德国富尔达聖救主主教座堂地下墓室。